# Front de floraison des cerisiers

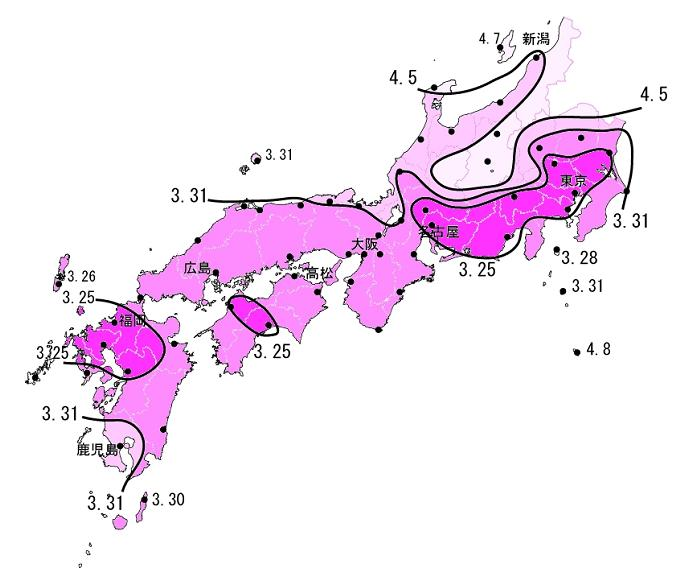
Le front de floraison des cerisiers dans le sud du Japon, en 2007.

Le front de floraison des cerisiers (桜前線, sakura zensen, front des fleurs de cerisier) décrit, au Japon, l'avance de la floraison des cerisiers du sud au nord.
La floraison se produit dans l'archipel japonais de la fin mars à Kyushu jusqu'à la mi-mai à Hokkaido. L'avance du front de floraison fait l'objet de communiqués réguliers dans les médias. Elle est suivie avec attention, du fait de son symbolisme et de la coutume du hanami.

## Prévisions
L'Agence météorologique du Japon produit des prévisions pour la région du Kanto depuis 1951, et depuis 1955 pour le reste du Japon (à l'exception d'Okinawa et des îles Amami). Depuis 2010, l'agence a abandonné les prévisions au secteur privé, mais continue d'observer les impacts du climat sur la floraison des cerisiers,. La méthode de prévision est basée sur la loi d'Arrhenius,,.

## Floraison
Les premières fleurs (開花, kaika) sont définies lorsqu'au moins cinq à six fleurs sont ouvertes sur un arbre. Le pic de floraison (満開, mankai) a lieu lorsqu'au moins 80 % des fleurs sont ouvertes. Le cerisier Yoshino est typiquement observé, car il a été planté sur la totalité de l'archipel depuis la fin de l'époque Edo. Les arbres observés incluent également le cerisier d'Higan dans le sud et le cerisier des montagnes d'Ezo dans le nord.

## Arbres de référence

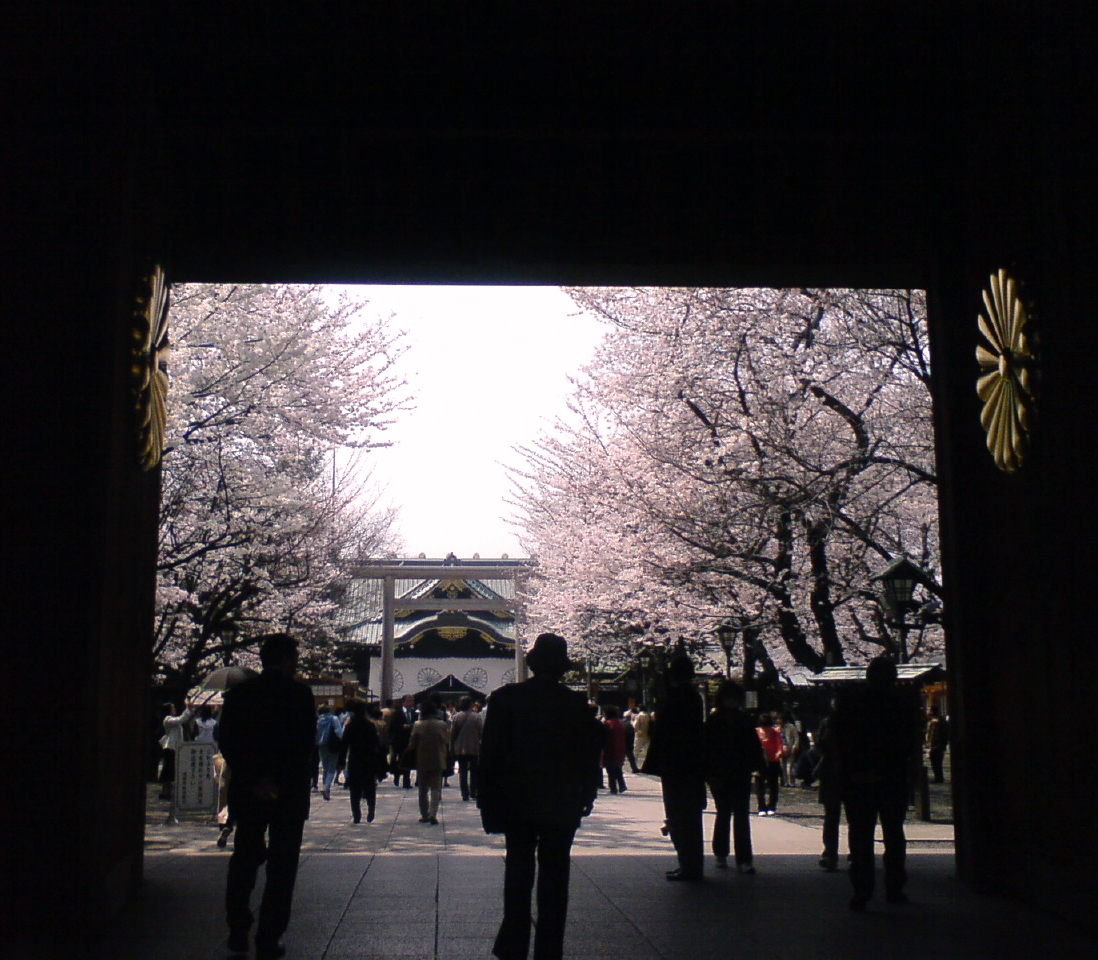
À Tokyo, l'arbre de référence spécifié par l'agence météorologique est situé dans l'enceinte du sanctuaire Yasukuni,.

Pour les prévisions, 59 arbres servent d'échantillons ; ils sont situés à travers tout le Japon et correspondent aux principales stations de l'Agence météorologique,,. Du sud au nord :
- Okinawa : Ishigaki, Miyako, Naha, Minamidaito
- Kyushu et Yamaguchi : Fukuoka, Shimonoseki, Oita, Nagasaki, Saga, Kumamoto, Miyazaki, Kagoshima, Amami
- Shikoku : Takamatsu, Tokushima, Matsuyama, Kochi
- Chugoku : Hiroshima, Okayama, Matsue, Tottori
- Kansai : Osaka, Hikone, Kyoto, Maizuru, Kōbe, Nara, Wakayama
- Tokai : Nagoya, Shizuoka, Gifu, Tsu
- Kanto : Tokyo, Mito, Utsunomiya, Maebashi, Kumagaya, Choshi, Yokohama, Nagano, Kofu
- Hokuriku : Niigata, Toyama, Kanazawa, Fukui
- Tohoku : Sendai, Aomori, Akita, Morioka, Yamagata, Fukushima
- Hokkaido : Sapporo, Wakkanai, Asahikawa, Abashiri, Obihiro, Kushiro, Muroran, Hakodate.

Lorsqu'un arbre est trop âgé ou meurt, un arbre plus jeune est sélectionné parmi un certain nombre de candidats. Par exemple, l'arbre de référence à Mito s'est écroulé sous le poids de la neige en 2005, tandis que celui de la pointe sud d'Ishigaki a été déraciné par un typhon l'année suivante.

## Dates
Le tableau suivant recense, suivant les lieux, les dates moyennes, minimales et maximales des premières fleurs et des pics de floraison.
| Lieu          | Premières fleurs (moyen) | Premières fleurs (min) | Premières fleurs (max) | Pic de floraison (moyen) | Pic de floraison (min) | Pic de floraison (max) | Arbre          |
| ------------- | ------------------------ | ---------------------- | ---------------------- | ------------------------ | ---------------------- | ---------------------- | -------------- |
| Wakkanai      | 14 mai                   | 29 avril (2002)        | 25 mai (1980)          | 19 mai                   | 2 mai (2002)           | 30 mai (1953)          | P. sargentii   |
| Asahikawa     | 5 mai                    | 23 avril (2008)        | 16 mai (1980)          | 9 mai                    | 25 avril (2002)        | 19 mai (1980)          | P. sargentii   |
| Abashiri      | 11 mai                   | 28 avril (1998)        | 24 mai (1996)          | 15 mai                   | 1er mai (2002)         | 27 mai (1996)          | P. sargentii   |
| Sapporo       | 3 mai                    | 21 avril (2008)        | 14 mai (1980)          | 8 mai                    | 25 avril (2008)        | 21 mai (1984)          | P. yedoensis   |
| Obihiro       | 4 mai                    | 23 avril (1998)        | 19 mai (1984)          | 9 mai                    | 26 avril (1998)        | 21 mai (1984)          | P. sargentii   |
| Kushiro       | 17 mai                   | 7 mai (1972)           | 30 mai (1984)          | 22 mai                   | 10 mai (1972)          | 4 juin (1984)          | P. sargentii   |
| Nemuro        | 20 mai                   | 8 mai (2002)           | 30 mai (1984)          | 25 mai                   | 13 mai (2002)          | 8 juin (1960)          | P. nipponica   |
| Muroran       | 8 mai                    | 23 avril (2002)        | 25 mai (1984)          | 12 mai                   | 28 avril (2002)        | 30 mai (1984)          | P. yedoensis   |
| Urakawa       | 11 mai                   | 28 avril (2002)        | 25 mai (1984)          | 14 mai                   | 2 mai (2002)           | 29 mai (1984)          | P. sargentii   |
| Hakodate      | 30 avril                 | 18 avril (2002)        | 23 mai (1984)          | 7 mai                    | 21 avril (2002)        | 27 mai (1984)          | P. yedoensis   |
| Aomori        | 24 avril                 | 14 avril (2002)        | 11 mai (1984)          | 1er mai                  | 16 avril (2002)        | 18 mai (1984)          | P. yedoensis   |
| Akita         | 18 avril                 | 7 avril (2002)         | 30 avril (1984)        | 24 avril                 | 12 avril (2002)        | 8 mai (1965)           | P. yedoensis   |
| Morioka       | 21 avril                 | 11 avril (2002)        | 6 mai (1984)           | 27 avril                 | 16 avril (2002)        | 9 mai (1984)           | P. yedoensis   |
| Sakata        | 16 avril                 | 4 avril (2002)         | 27 avril (1984)        | 20 avril                 | 8 avril (2002)         | 2 mai (1965)           | P. yedoensis   |
| Yamagata      | 15 avril                 | 3 avril (2002)         | 29 avril (1984)        | 21 avril                 | 6 avril (2002)         | 4 mai (1984)           | P. yedoensis   |
| Sendai        | 10 avril                 | 29 mars (2002)         | 28 avril (1984)        | 18 avril                 | 3 avril (2002)         | 3 mai (1984)           | P. yedoensis   |
| Fukushima     | 9 avril                  | 29 mars (2002)         | 25 avril (1984)        | 15 avril                 | 2 avril (2002)         | 28 avril (1984)        | P. yedoensis   |
| Choshi        | 31 mars                  | 19 mars (2002)         | 16 avril (1984)        | 9 avril                  | 29 mars (2002)         | 23 avril (1984)        | P. yedoensis   |
| Utsunomiya    | 1er avril                | 18 mars (2002)         | 18 avril (1984)        | 10 avril                 | 25 mars (2002)         | 24 avril (1984)        | P. yedoensis   |
| Fukui         | 3 avril                  | 26 mars (2002)         | 17 avril (1984)        | 10 avril                 | 31 mars (2002)         | 21 avril (1984)        | P. yedoensis   |
| Maebashi      | 31 mars                  | 20 mars (2002)         | 15 avril (1984)        | 8 avril                  | 28 mars (2002)         | 21 avril (1984)        | P. yedoensis   |
| Kumagai       | 29 mars                  | 17 mars (2002)         | 14 avril (1984)        | 8 avril                  | 22 mars (2002)         | 20 avril (1984)        | P. yedoensis   |
| Mito          | 2 avril                  | 20 mars (2002)         | 20 avril (1984)        | 10 avril                 | 28 mars (2002)         | 27 avril (1984)        | P. yedoensis   |
| Tokyo         | 25 mars                  | 16 mars (2002)         | 11 avril (1984)        | 2 avril                  | 21 mars (2002)         | 17 avril (1984)        | P. yedoensis   |
| Yokohama      | 26 mars                  | 15 mars (2002)         | 10 avril (1984)        | 5 avril                  | 22 mars (2002)         | 15 avril (1984)        | P. yedoensis   |
| Oshima        | 30 mars                  | 17 mars (2002)         | 7 avril (1984)         | 6 avril                  | 23 mars (2002)         | 13 avril (1984)        | P. yedoensis   |
| Miyakejima    | 29 mars                  | 16 mars (1989)         | 5 avril (1995)         | 5 avril                  | 26 mars (1966)         | 13 avril (1988)        | P. yedoensis   |
| Hachijojima   | 2 avril                  | 19 mars (2006)         | 23 avril (1969)        | 10 avril                 | 29 mars (1996)         | 1er mai (1979)         | P. yedoensis   |
| Wajima        | 11 avril                 | 29 mars (2002)         | 24 avril (1984)        | 15 avril                 | 2 avril (2002)         | 28 avril (1984)        | P. yedoensis   |
| Niigata       | 9 avril                  | 30 mars (2002)         | 26 avril (1984)        | 16 avril                 | 4 avril (2002)         | 29 avril (1984)        | P. yedoensis   |
| Kanazawa      | 3 avril                  | 26 mars (2002)         | 17 avril (1984)        | 11 avril                 | 1er avril (2004)       | 20 avril (1984)        | P. yedoensis   |
| Toyama        | 5 avril                  | 26 mars (2002)         | 20 avril (1984)        | 12 avril                 | 1er avril (2004)       | 24 avril (1984)        | P. yedoensis   |
| Nagano        | 13 avril                 | 2 avril (2002)         | 26 avril (1984)        | 19 avril                 | 5 avril (2002)         | 3 mai (1965)           | P. yedoensis   |
| Gifu          | 26 mars                  | 16 mars (1989)         | 12 avril (1984)        | 5 avril                  | 27 mars (2002)         | 16 avril (1984)        | P. yedoensis   |
| Nagoya        | 26 mars                  | 17 mars (1990)         | 11 avril (1984)        | 5 avril                  | 27 mars (1990)         | 16 avril (1965)        | P. yedoensis   |
| Kofu          | 27 mars                  | 17 mars (2002)         | 12 avril (1984)        | 4 avril                  | 22 mars (2002)         | 16 avril (1984)        | P. yedoensis   |
| Tsu           | 30 mars                  | 21 mars (2002)         | 12 avril (1984)        | 7 avril                  | 27 mars (2002)         | 18 avril (1984)        | P. yedoensis   |
| Shizuoka      | 25 mars                  | 15 mars (2002)         | 6 avril (1984)         | 5 avril                  | 22 mars (2002)         | 12 avril (1988)        | P. yedoensis   |
| Maizuru       | 3 avril                  | 25 mars (2002)         | 16 avril (1984)        | 9 avril                  | 31 mars (2004)         | 18 avril (1984)        | P. yedoensis   |
| Kyoto         | 27 mars                  | 18 mars (2002)         | 9 avril (1984)         | 7 avril                  | 28 mars (2002)         | 17 avril (1965)        | P. yedoensis   |
| Hikone        | 2 avril                  | 23 mars (1990)         | 15 avril (1984)        | 10 avril                 | 2 avril (2004)         | 24 avril (1965)        | P. yedoensis   |
| Kobe          | 28 mars                  | 21 mars (1990)         | 10 avril (1984)        | 6 avril                  | 28 mars (1990)         | 14 avril (1984)        | P. yedoensis   |
| Osaka         | 28 mars                  | 20 mars (2002)         | 10 avril (1984)        | 6 avril                  | 28 mars (2002)         | 16 avril (1984)        | P. yedoensis   |
| Wakayama      | 26 mars                  | 16 mars (2002)         | 6 avril (1984)         | 4 avril                  | 26 mars (2002)         | 12 avril (1988)        | P. yedoensis   |
| Shiono-misaki | 28 mars                  | 10 mars (1959)         | 6 avril (1965)         | 6 avril                  | 26 mars (1977)         | 14 avril (1993)        | P. yedoensis   |
| Nara          | 30 mars                  | 20 mars (2002)         | 12 avril (1984)        | 6 avril                  | 26 mars (2002)         | 17 avril (1970)        | P. yedoensis   |
| Hiroshima     | 27 mars                  | 19 mars (2004)         | 8 avril (1984)         | 5 avril                  | 27 mars (2002)         | 17 avril (1965)        | P. yedoensis   |
| Okayama       | 28 mars                  | 20 mars (2002)         | 10 avril (1984)        | 7 avril                  | 29 mars (2002)         | 15 avril (1984)        | P. yedoensis   |
| Matsue        | 31 mars                  | 21 mars (2004)         | 13 avril (1984)        | 9 avril                  | 30 mars (2002)         | 18 avril (1965)        | P. yedoensis   |
| Tottori       | 30 mars                  | 22 mars (2002)         | 13 avril (1984)        | 8 avril                  | 29 mars (2004)         | 17 avril (1984)        | P. yedoensis   |
| Matsuyama     | 25 mars                  | 18 mars (2002)         | 6 avril (1957)         | 5 avril                  | 26 mars (2002)         | 15 avril (1963)        | P. yedoensis   |
| Takamatsu     | 28 mars                  | 18 mars (2002)         | 8 avril (1984)         | 6 avril                  | 23 mars (2002)         | 15 avril (1984)        | P. yedoensis   |
| Kochi         | 22 mars                  | 14 mars (1990)         | 2 avril (1957)         | 31 mars                  | 23 mars (2002)         | 9 avril (1978)         | P. yedoensis   |
| Tokushima     | 28 mars                  | 18 mars (1966)         | 6 avril (1984)         | 6 avril                  | 27 mars (2002)         | 13 avril (1988)        | P. yedoensis   |
| Shimonoseki   | 26 mars                  | 19 mars (2002)         | 6 avril (1984)         | 7 avril                  | 28 mars (2002)         | 13 avril (1988)        | P. yedoensis   |
| Izuhara       | 28 mars                  | 17 mars (2002)         | 6 avril (1956)         | 4 avril                  | 24 mars (2002)         | 13 avril (1988)        | P. yedoensis   |
| Fukuoka       | 23 mars                  | 14 mars (1990)         | 6 avril (1962)         | 3 avril                  | 25 mars (2002)         | 10 avril (1984)        | P. yedoensis   |
| Saga          | 24 mars                  | 17 mars (2002)         | 2 avril (1988)         | 3 avril                  | 25 mars (1982)         | 10 avril (1988)        | P. yedoensis   |
| Oita          | 24 mars                  | 16 mars (1990)         | 6 avril (1957)         | 5 avril                  | 27 mars (1990)         | 12 avril (1988)        | P. yedoensis   |
| Nagasaki      | 24 mars                  | 15 mars (1990)         | 1er avril (2005)       | 3 avril                  | 24 mars (1977)         | 10 avril (1995)        | P. yedoensis   |
| Kumamoto      | 23 mars                  | 15 mars (1997)         | 2 avril (1962)         | 2 avril                  | 24 mars (1982)         | 10 avril (1965)        | P. yedoensis   |
| Kagoshima     | 26 mars                  | 18 mars (1977)         | 3 avril (2005)         | 3 avril                  | 26 mars (1977)         | 12 avril (2008)        | P. yedoensis   |
| Miyazaki      | 24 mars                  | 17 mars (1997)         | 2 avril (1993)         | 3 avril                  | 24 mars (1982)         | 13 avril (1993)        | P. yedoensis   |
| Fukue         | 28 mars                  | 19 mars (1990)         | 4 avril (1970)         | 4 avril                  | 26 mars (1977)         | 14 avril (1965)        | P. yedoensis   |
| Naze          | 18 janvier               | 1er janvier (2003)     | 31 janvier (1995)      | 30 janvier               | 13 janvier (1989)      | 12 février (1959)      | P. campanulata |
| Ishigaki      | 15 janvier               | 19 décembre (1968)     | 20 février (1964)      | 4 février                | 8 janvier (1989)       | 1er mars (1998)        | P. campanulata |
| Miyakojima    | 18 janvier               | 30 décembre (2002)     | 5 février (1973)       | 9 février                | 23 janvier (2000)      | 2 mars (1991)          | P. campanulata |
| Naha          | 19 janvier               | 3 janvier (2008)       | 8 février (1995)       | 4 février                | 24 janvier (2006)      | 19 février (1980)      | P. campanulata |
| Minamidaito   | 19 janvier               | 4 janvier (2002)       | 3 février (2005)       | 1er février              | 23 janvier (1993)      | 20 février (1997)      | P. campanulata |